# (1142) Aetolia
(1142) Aetolia – planetoida z pasa głównego asteroid okrążająca Słońce w ciągu 5 lat i 246 dni w średniej odległości 3,18 au. Została odkryta 24 stycznia 1930 roku w Landessternwarte Heidelberg-Königstuhl w Heidelbergu przez Karla Reinmutha. Nazwa planetoidy pochodzi od Etolii, krainy w starożytnej Grecji. Przed nadaniem nazwy planetoida nosiła oznaczenie tymczasowe (1142) 1930 BC.